# Есиплевское сельское поселение (Владимирская область)
Есиплевское се́льское поселе́ние — муниципальное образование в Кольчугинском районе Владимирской области Российской Федерации.
Административный центр — село Есиплево.

## География
Территория поселения расположена в восточной части района.

## История
Есиплевский сельсовет образован в 1920-х годах в составе Кольчугинской волости Александровского уезда, с 1929 года — в составе Кольчугинского района. 
Есиплевское сельское поселение образовано 16 мая 2005 года в соответствии с Законом Владимирской области № 64-ОЗ. В его состав вошли территории бывших Есиплевского и Новобусинского сельсоветов.

## Население
| 2010  | 2011  | 2012  | 2013  | 2014  | 2015  | 2016  | 2017  | 2018  |
| ----- | ----- | ----- | ----- | ----- | ----- | ----- | ----- | ----- |
| 1118  | ↘1108 | ↘1100 | →1100 | ↗1104 | ↘1083 | ↘1058 | ↗1063 | ↘1036 |
| 2019  | 2020  | 2021  |       |       |       |       |       |       |
| ↘1032 | ↘1018 | ↘683  |       |       |       |       |       |       |

## Состав сельского поселения
В состав сельского поселения входят 20 населённых пунктов:
| №  | Населённый пункт | Тип населённого пункта       | Население |
| -- | ---------------- | ---------------------------- | --------- |
| 1  | Барыкино         | деревня                      | ↘22       |
| 2  | Башкирдово       | деревня                      | ↗13       |
| 3  | Борисцево        | деревня                      | ↘4        |
| 4  | Бухарино         | деревня                      | ↘2        |
| 5  | Дворяткино       | деревня                      | →0        |
| 6  | Есиплево         | село, административный центр | ↘208      |
| 7  | Ивашково         | деревня                      | ↗12       |
| 8  | Копылки          | деревня                      | ↘41       |
| 9  | Костеево         | деревня                      | →9        |
| 10 | Кривцово         | деревня                      | ↘1        |
| 11 | Нефёдовка        | деревня                      | ↗12       |
| 12 | Новобусино       | село                         | ↘248      |
| 13 | Новосёлка        | деревня                      | ↘32       |
| 14 | Ногосеково       | деревня                      | ↗3        |
| 15 | Огибка           | деревня                      | ↘13       |
| 16 | Олисавино        | деревня                      | ↘0        |
| 17 | Петрушино        | деревня                      | ↘21       |
| 18 | Слобода          | деревня                      | ↗15       |
| 19 | Старая Толба     | деревня                      | ↗24       |
| 20 | Школьный         | посёлок                      | ↘3        |